# کوروماتسونای، هوکایدو
کوروماتسونای، هوکایدو (به لاتین: Kuromatsunai, Hokkaido) یک منطقهٔ مسکونی در ژاپن است که در Suttsu District واقع شده‌است. کوروماتسونای  ۳٬۰۳۲ نفر جمعیت دارد.